# Achatocarpus pubescens
Achatocarpus pubescens, jedna od devet biljnih vrsta roda Achatocarpus, porodica Achatocarpaceae. Raširena je od jugozapadnog Meksika do sjeverozapadnog Perua. Nanofanerofit (od pola do 3 metra) ili fanerofit (biljke iznad 3 metra visine).

## Sinonim
- Achatocarpus mollis H.Walter